# Medina del Campo
Medina del Campo est une commune de la province de Valladolid dans la communauté autonome de Castille-et-León en Espagne. C'est une ville d'origine préromaine.

## Géographie
La localité de Rodilana (es) a été intégrée à la commune de Medina del Campo le 13 mai 1976 et celle de Gomeznarro (es) le 18 août 1976.

## Histoire
« Medina », qui signifie « ville » en arabe, a été fondée sur la colline appelée La Mota au XIe siècle, dans le lieu même où se trouve le château, un mur y subsiste encore. Aujourd'hui, la colline est un quartier de banlieue, mais au Moyen Âge, elle était le centre-ville.
En outre, cette colline possède des vestiges archéologiques comme une forteresse, un village médiéval et une colonie celte datée du IVe siècle av. J.-C. (âge du fer).
Medina del Campo prend énormément d'importance grâce à ses foires au cours des XVe et XVIe siècles. L'objectif principal de la foire a été au début le commerce de la laine, les ventes de textile, le marché du livre et une grande variété de biens et de métiers. Comme la population augmente, la ville se développe vers la plaine du ruisseau Zapardiel. Depuis lors, la rue de Padilla est devenue le centre d'affaires de Médina.

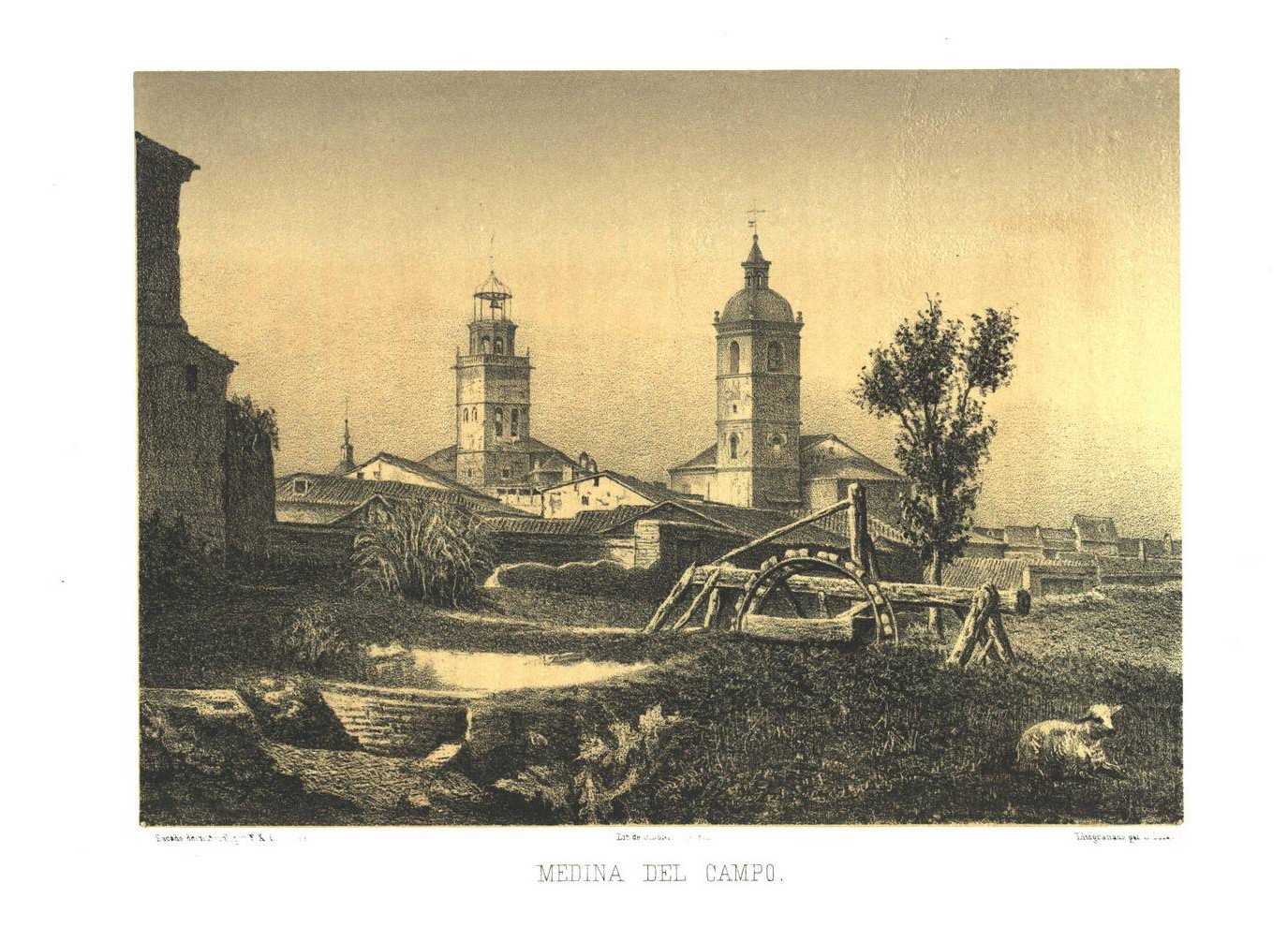
Medina del Campo dans une lithographie de Francisco Javier Parcerisa de 1861.

Entre les XVIIe et XIXe siècles la ville décline, mais décolle de nouveau à la fin du XIXe siècle grâce à l'arrivée du chemin de fer, l'ouverture d'une région militaire (le quartier du Marqués de la Ensenada), et l'ouverture de l'établissement hydrothermal de Las Salinas. Les secteurs commerciaux, comme le commerce de meubles ou la proximité des vins de qualité avec l'appellation d'origine de Rueda ajoutent à la croissance.

## Économie
Les principales activités du secteur industriel concernent les meubles, les métaux, l'industrie alimentaire. Le secteur des services a une place particulière dans l'histoire de Medina, en raison de la tradition des foires. Aujourd'hui, de nombreux services administratifs sont proposés dans la ville (privés et publics), ou des activités commerciales qui sont rassemblées dans le centre historique de la ville.
Les cultures les plus importantes sont les céréales. Toutefois, la viticulture est aussi importante dans le nord de la municipalité.

## Sites et patrimoine
Presque tous les bâtiments qui présentent un intérêt artistique datent du XVIe siècle, comme la maison de campagne connue sous le nom de Casa Blanca, le Palacio de Dueñas (manoir de Don Rodrigo de Dueñas) et l'hôpital de Simon Ruiz. Ces bâtiments ont été construits par les banquiers et les marchands qui ont prospéré grâce à la Foire général du royaume d'Espagne qui se tenait à Medina del Campo à l'époque. Le musée des Foires a été créé pour présenter les objets liés à ce marché ouvert, il est aujourd'hui une attraction touristique populaire.
- Le château de La Mota : Le Tiago Mota fait référence à une butte artificielle construite pour mieux défendre le château. La forteresse avait une fonction militaire avec un donjon royal, parmi ses prisonniers les plus célèbres figure César Borgia.
- Les remparts : Medina est un village fortifié, et sa forteresse était un bâtiment très important autour de la ville pour protéger la population contre les attaques. L'édification des murs remonte au XIe siècle. Ils ont été agrandis à trois reprises, car la population augmentait. À l'heure actuelle, seules des ruines subsistent.
- L'église saint-Michel (es) : cette église a été construite à côté de la porte dans le mur de la vieille ville, en face de l'hôtel de ville d'origine, qui n'existe plus.
La partie la plus ancienne de l'église est de style gothico-mudéjar, elle a été rénovée à plusieurs reprises. La plus grande chapelle a un toit voûte et un retable intéressant datant du XVIe siècle.
Dans le chœur, qui se trouve dans la façade ouest, on peut admirer le magnifique orgue baroque, datant du XVIIIe siècle, un chef-d'œuvre, récemment restauré.Reales Carnicerías (Medina del Campo)
- Les Reales Carnicerías (es) : il s'agit des anciennes halles, appelées en espagnol Mercado de Abastos. Elles sont situées sur la rive gauche du Zapardiel et ont été construites sous les rois catholiques en 1500, dans le style Renaissance. Plus tard, sous le règne de Philippe II d'Espagne, elles ont été utilisées pour le commerce de la viande. C'est le seul bâtiment historique de ce type, dans le monde entier, qui conserve sa fonction de marché d'origine.
- La rue de Padilla : cette voie relie la place principale avec le pont Saint-Michel. Cette rue a été nommée en l'honneur de Don Juan de Padilla, un chef de file communard des Castillans du XVIe siècle.
- La Casa del Peso : ce bâtiment se trouve sur la place principale, il est construit sur cinq arcades élégantes avec un long balcon. Il a été bâti au XVIIe siècle afin de garder le peso Real (Trésor public) et de garantir le poids et les mesures officielles.
- Le palais royal : Ce palais était la résidence de la famille royale à l'époque des foires. Dans ce palais, de nombreux incidents historiques se sont déroulés au cours des XIVe et XVe siècles. L'épisode le plus important est la mort d'Isabelle Ire de Castille le 26 novembre 1504 (pour cette raison il est aussi appelé Palacio Testamentario, palais testamentaire).
Le palais a été commencé au XIVe siècle et a été agrandi à la fois par Ferdinand Ier d'Aragon ainsi que par les Rois catholiques. Il a été restauré à trois reprises, en 1601, 1603 et 1673. Il fut un temps beaucoup plus grand que le bâtiment actuel.
- La collégiale Saint-Antonin (es) : cette église (collégiale), dédiée à saint Antonin de Pamiers (San Antolín), est en style gothique, Renaissance et baroque. Elle a été construite entre les XVIe et XVIIIe siècles. La nef et les bas-côtés sont de style gothique tardif, avec de nombreuses chapelles, comme la chapelle de la Virgen del Popolo. Le peintre Juan Andres Ricci devenu frère bénédictin en 1627 à Montserrat, en a été l'Abbé avant son départ à Rome en 1662. La Collégiale a été restauré en 2004.

## Culture
La Semaine sainte été déclarée officiellement comme attraction touristique, en raison de la valeur artistique de ses images religieuses et de ses processions. Le Festival du Film de cette semaine a été, pendant 19 ans, un rendez-vous pour les producteurs de court métrage du monde entier. Il existe aussi une semaine sportive au printemps avec l'organisation d'un demi-marathon et d'un tournoi de tennis. La ville est célèbre également pour le championnat national de courses de lévriers.
La fête patronale de San Antolín se déroule le 2 septembre. Les célébrations tournent autour des cérémonies religieuses et, surtout, autour de la corrida.
Les encierros (courses de taureau) sont très typiques de Médina (On laisse les taureaux de combat libres à travers les champs et le long des rues de la ville, les conduisant jusqu'à l'arène).

## Personnalités liées à la ville
- Ferdinand Ier d'Aragon, (1380-1416), roi d'Aragon
- Alphonse V d'Aragon, (1394-1458), roi d'Aragon.
- Jean II d'Aragon, (1398-1479), roi d'Aragon.
- Béatrice de Bobadilla, (1462-1501).
- Bernal Díaz del Castillo, (1492-1581), conquistador.
- Cristóbal de Mondragón, (1514-1595), colonel des Tercios.
- José de Acosta, (1539-1600), jésuite et missionnaire.
- Félix María Calleja del Rey, (1753-1828), Vice-roi de Nouvelle-Espagne.
- María Jesús San Segundo, (1958-2010), femme politique.

## Jumelages
- Montmorillon (France)
- Zoug (Sahara occidental) (Maroc)